# Pittsburg/Bay Point

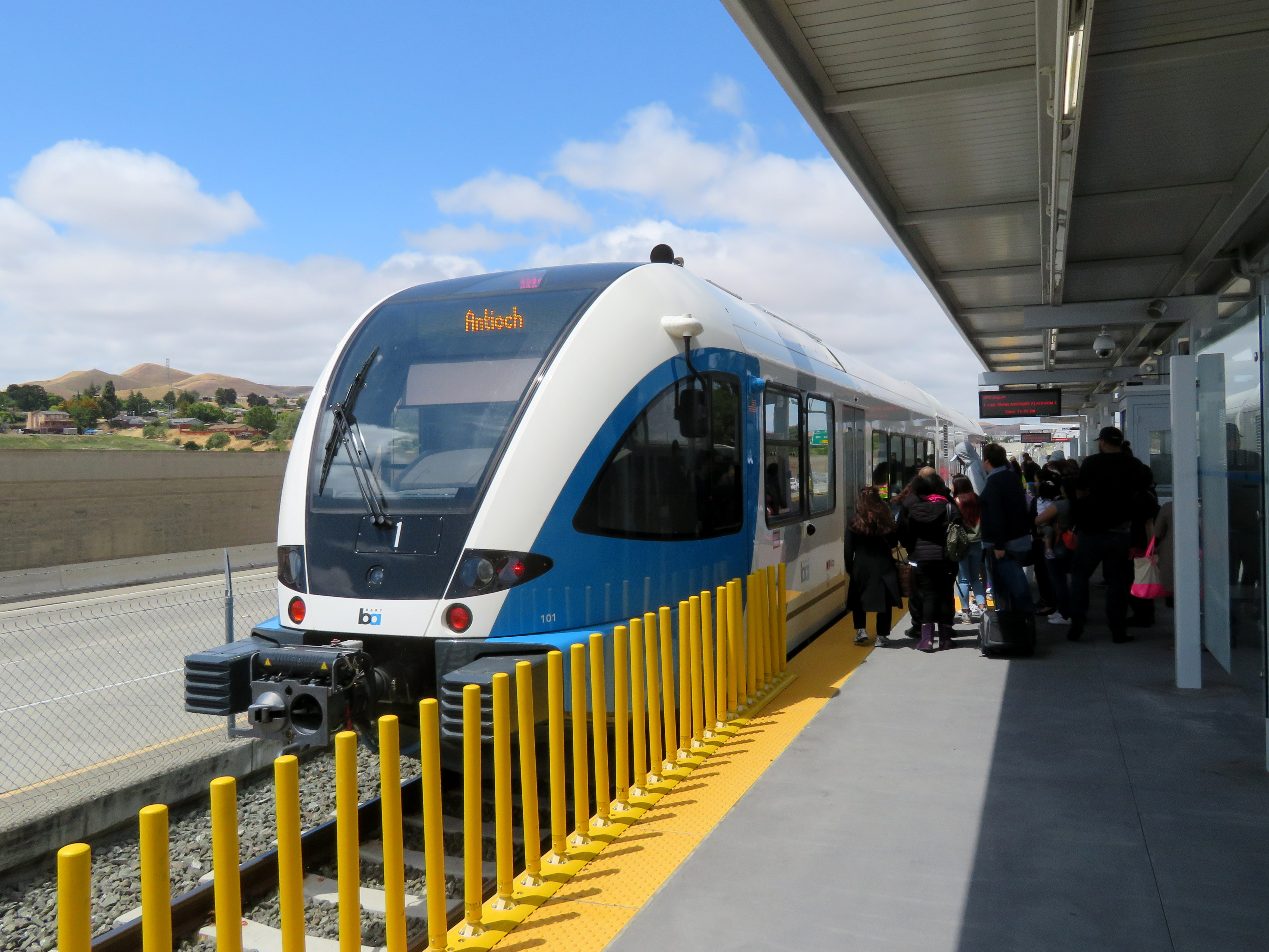
Dieseltreinstel langs het overstapperron

Pittsburg/Bay Point is een metrostation in de Amerikaanse stad Pittsburg (Californië) aan de Pittsburg/Bay Point-SFO/Millbrae Line van het BART netwerk. Het station is het oostelijke eindpunt van de lijn en de metro's maken 900 meter ten oosten van het station kop voor de terugweg. In 2004 stemden de kiezers van Contra Costa County voor verlenging van de lijn in oostelijke richting, de directie van BART keurde de uitgewerkte plannen (eBART) goed in 2009. Hierin werd de metro niet echt doorgetrokken maar ruim 16 kilometer normaalspoor aangelegd. De bouw begon in 2011 en in 2018 werd de pendeldienst geopend met dieseltreinstellen. Op het punt waar de metro's kopmaken is een perron voor overstappers gebouwd dat geen eigen in en uitgangen heeft. De metro rijdt sindsdien met reizigers tussen dit perron en Pittsburg/Bay Point, terwijl de dieseltreinstellen aan de andere kant van het perron aankomen en vertrekken.
Metrostation in de Verenigde Staten